# Eupithecia galepsa
Eupithecia galepsa là một loài bướm đêm trong họ Geometridae.